# Laurent Gidon
Laurent Gidon (1966) es un escritor francés adscrito a los géneros de la ciencia ficción y fantasía conocido también por su seudónimo Don Lorenjy, con el que publicó su primera novela titulada Aria des Brumes (2008) bajo el desaparecido sello editorial Le Navire en pleine ville.

## Obras
Como Laurent Gidon
- Djeeb le chanceur, Éd. Mnémos (2009).
- Djeeb l' encourseur, Éd. Mnémos (2010).
- L'Abri des regards (2011).

Como Don Lorenjy
- Aria des brumes, Éd. Le Navire en pleine ville (2008).
- Blaguàparts, Éd. Griffe d'Encre (2010).